# Sześć kobiet dla zabójcy
Sześć kobiet dla zabójcy (wł. Sei donne per l'assassino) – włosko-francusko-niemiecki film grozy z 1964 roku w reżyserii Mario Bavy. Film, znany także pod angielskim tytułem Blood and Black Lace, uznawany jest za jeden z najwcześniejszych przedstawicieli nurtu giallo. Premiera filmu we Włoszech odbyła się 14 marca 1964 roku. Odbiór obrazu przez krytyków był pozytywny.

## Obsada
- Cameron Mitchell − Max Marian
- Eva Bartok − hrabina Cristina Como
- Thomas Reiner − inspektor Silvester
- Ariana Gorini − Nicole
- Dante DiPaolo − Frank Sacalo
- Mary Arden − Peggy Peyton
- Franco Ressel − markiz Richard Morell
- Lea Lander − Greta (w czołówce jako Lea Krugher)
- Claude Dantes − Tao-Li
- Luciano Pigozzi − Cesar Losarre

## Produkcja
Zdjęcia kręcono w Rzymie.